# Crater Lake (Deception Island)
Der Crater Lake (auch bekannt als Jade Crater Lake) ist, und dies zudem auch wörtlich übersetzt, ein Kratersee im Süden von Deception Island im Archipel der Südlichen Shetlandinseln. Er liegt nordwestlich des Mount Kirkwood.
Seinen deskriptiven Namen verdankt der See dem UK Antarctic Place-Names Committee, das ihn am 7. Juli 1959 benannte. Polnische Wissenschaftler erweiterten die Benennung um die grünliche Färbung des Sees, die an Jade erinnert.